# Santa Pola
Santa Pola  là một đô thị Tây Ban Nha. Thị xã này nằm trong comarca Baix Vinalopó, trong tỉnh Alicante thuộc Cộng đồng Valencia, Tây Ban Nha. Đô thị này có diện tích 58,6 km2 và có dân số 31.760 người năm 2009 (INE). trong đó có 10.000 cư dân của thị trấn gần đó Gran Alacant.
Thị xaz có một hồ muối bốc hơi quan trọng được gọi là các Salines mà nay vẫn còn kinh doanh, thêm vào đó, ao muối đã được công nhận là Công viên tự nhiên Salines de Santa Pola, một trang địa điểm RAMSAR quan trọng. Thị xã được cư dân định cư trên đống đổ nát của một ngôi làng La Mã gọi là Portus Ilicitanus, sau khi bị bỏ rơi trong nhiều thập kỷ, sau đó lâu đài được xây dựng vào thế kỷ 16 đánh dấu sự tăng dân số trở lại của Santa Pola. Thị xã có một bảo tàng khảo cổ bao gồm các giai đoạn.
Santa Pola là, hiện nay, đánh cá ven biển và thành phố du lịch. Dân số tăng hơn gấp đôi trong mùa hè, với những người đến chủ yếu là từ phần còn lại của tỉnh Alicante, và cũng từ cộng đồng tự trị xứ Basque, Madrid, Pháp và Anh. Hòn đảo gần đó Tabarca (một phần của Alicante) có thể được đến được bằng tàu.
Thị trấn mới của Gran Alacant, 5 km (3 dặm) về phía bắc Santa Pola cùng bay Alicante, chiếm khoảng 1 / 3 dân số của huyện. Bên cạnh nó là khu vực Carabasi, một khu bảo tồn thiên nhiên. Gran Alacant nằm chỉ một vài km từ sân bay Alicante và một vài trăm mét từ thị trấn Los Arenales mà nằm ở quận Elche.
Trong tháng 6 năm 2009, Chính phủ Valencia thông báo rằng hệ thống xe điện Alicante sẽ được mở rộng về phía nam thông qua Sân bay Alicante và El Altet, cho các ga tại Gran Alacant và Santa Pola và sau đó trở đi Guardamar và Torrevieja trước khi kết thúc ở Murcia.